# Lunghezza d'onda termica di de Broglie
In fisica, la lunghezza d'onda termica di de Broglie (o lunghezza d'onda termica) è una grandezza che fa riferimento alla natura duale delle particelle di un gas ideale. Essa definisce un punto di transizione tra la meccanica classica e la meccanica quantistica.

## Definizione
All'equilibrio termodinamico ci si aspetta che l'energia cinetica di una particella di massa {\displaystyle m}, quasi libera come quelle di un gas ideale, abbia una energia cinetica media dell'ordine di:
{\displaystyle E_{m}={\frac {3}{2}}k_{B}T}
dove
- {\displaystyle k_{B}} è la costante di Boltzmann
- {\displaystyle T} è la temperatura del gas

Quindi a tale energia cinetica media corrisponde una quantità di moto media dell'ordine di:
{\displaystyle p_{m}={\sqrt {2mE_{m}}}={\sqrt {3mk_{B}T}}\ }
Associando alla quantità di moto la lunghezza d'onda, secondo  la relazione di de Broglie, definiamo quindi lunghezza d'onda termica la quantità:
{\displaystyle \Lambda ={\frac {h}{p_{m}}}={\sqrt {\frac {h^{2}}{3mk_{B}T}}}={\frac {h}{\sqrt {3mk_{B}T}}}}
dove
- {\displaystyle h} è la costante di Planck

Essa è sostanzialmente la lunghezza d'onda di de Broglie media delle particelle di un gas ideale ad una data temperatura. Come distanza tra le particelle si può considerare, con buona approssimazione, la quantità {\displaystyle \left({\frac {V}{N}}\right)^{\frac {1}{3}}} dove {\displaystyle V} è il volume del gas ed {\displaystyle N} è il numero di particelle. Quando la lunghezza d'onda termica di de Broglie è molto più piccola della distanza interparticellare, il gas può essere considerato come un gas di Maxwell-Boltzmann. Al contrario, se essa è dell'ordine di tale distanza, o maggiore, dominano gli effetti quantistici e il gas deve essere trattato come un gas di Fermi o un gas di Bose, a seconda della natura delle particelle che lo compongono. La concentrazione quantistica rappresenta quindi una specie di linea di separazione tra regime classico e quantistico. In altri termini, la natura quantistica del gas emerge se
{\displaystyle {\frac {V}{N\Lambda ^{3}}}\leq 1\ {\text{ oppure se }}\,\left({\frac {V}{N}}\right)^{1/3}\leq \Lambda }
e in tal caso il gas obbedirà alla statistica di Fermi-Dirac o alla statistica di Bose-Einstein. Al contrario, se risulta
{\displaystyle {\frac {V}{N\Lambda ^{3}}}\gg 1\ {\text{ oppure se }}\,\left({\frac {V}{N}}\right)^{1/3}\gg \Lambda }
come nel caso di alte temperature o basse concentrazioni, il gas obbedirà alla statistica di Maxwell-Boltzmann.

### Particelle prive di massa
Per una particella priva di massa, la lunghezza d'onda termica di de Broglie può essere definita come:
{\displaystyle \Lambda ={\frac {ch}{2\pi ^{1/3}kT}}}
dove {\displaystyle c} è la velocità della luce nel vuoto. Come nel caso delle particelle massive, è una media delle lunghezze d'onda delle particelle e definisce il punto critico in corrispondenza del quale insorgono gli effetti quantistici. Per esempio, quando la lunghezza d'onda termica dei fotoni emessi da un corpo nero è dello stesso ordine della lunghezza d'onda della radiazione (o maggiore), la legge di Rayleigh-Jeans ("classica") non può essere utilizzata e va usata la legge di Planck (quantistica).
La lunghezza d'onda termica per le particelle prive di massa deriva da una più generale definizione di lunghezza d'onda termica, descritta nel paragrafo seguente.

## Definizione generale di lunghezza d'onda termica
Una definizione generale di lunghezza d'onda termica per un gas quantistico ideale, in un generico numero di dimensioni e con una generica relazione tra energia e momento (relazione di dispersione) è stata fornita da Yan (Yan 2000). Se {\displaystyle n} è il numero di dimensioni e la relazione tra energia {\displaystyle E} e momento {\displaystyle p} è del tipo:
{\displaystyle E=ap^{s}}
con {\displaystyle a} ed {\displaystyle s} costanti, la lunghezza d'onda termica è definita come:
{\displaystyle \Lambda ={\frac {h}{\sqrt {\pi }}}\left({\frac {a}{kT}}\right)^{1/s}\left[{\frac {\Gamma (n/2+1)}{\Gamma (n/s+1)}}\right]^{1/n}}
dove {\displaystyle \Gamma } è la funzione gamma di Eulero. Per esempio, nel caso tradizionale di particelle massive in tre dimensioni, si ha {\displaystyle n=3} e {\displaystyle E={\frac {p^{2}}{2m}}}, da cui scaturiscono i risultati ottenuti in precedenza. Analogo risultato si ottiene nel caso di particelle prive di massa, per le quali si ha {\displaystyle E=pc}.